# قانون آهنین الیگارشی
قانون آهنین الیگارشی (انگلیسی: Iron law of oligarchy) یک نظریه در علوم سیاسی است که نخستین بار توسط جامعه‌شناس آلمانی روبرت میخلز در کتاب احزاب سیاسی (چاپ ۱۹۱۱) مطرح شد. این کتاب دربارهٔ رفتار نخبگان سیاسی در آلمان بود و به گسترش نظریه الیتیسم کمک کرد. به گفته میخلز، حکومت نخبگان در هر سازمانی نیاز است زیرا در هر بوروکراسی سازمانی، قدرت در بالای سلسله‌مراتب آن متمرکز می‌شود. بر پایه استدلال میخلز زندگی اجتماعی را نمی‌توان بدون وجود سازمانها اداره کرد، اما همین که سازمانی به وجود آمد عده‌ای اندک در راس آن قرار گرفته و زمام امور آن را در دست می‌گیرند و به این شکل الیگارشی به وجود می‌آید.